# 多大浦港站
多大浦港站（：／ Dadaepohang yeok */?）是釜山地鐵1號線沿線的一座地下車站，位於大韓民國釜山廣域市沙下區多大洞。

## 車站結構
站體為2面2線曲線式設計側式月台的地下車站，候車月台設有月台幕門，並有4處出口。

### 月台配置
| 多大浦海水浴場 ↑ |
| \| 上            |
| ↓ 納溉           |

| 月台 | 路線               | 目的地                       |
| ---- | ------------------ | ---------------------------- |
| 上行 | ●釜山都市铁道1号线 | 多大浦海水浴場方向           |
| 下行 | ●釜山都市铁道1号线 | 釜山站、西面、東萊、老圃方向 |

## 歷史
- 2017年4月20日：1號線多大浦延伸線開通，開始營業[1]。

## 車站周邊
- 多大浦港
- 海洋警察廳
- 多大中學
- 多大洞郵局
- 國民銀行多大洞分行
- NH農協銀行多大浦分行
- 新韓銀行多大浦分行

## 圖片

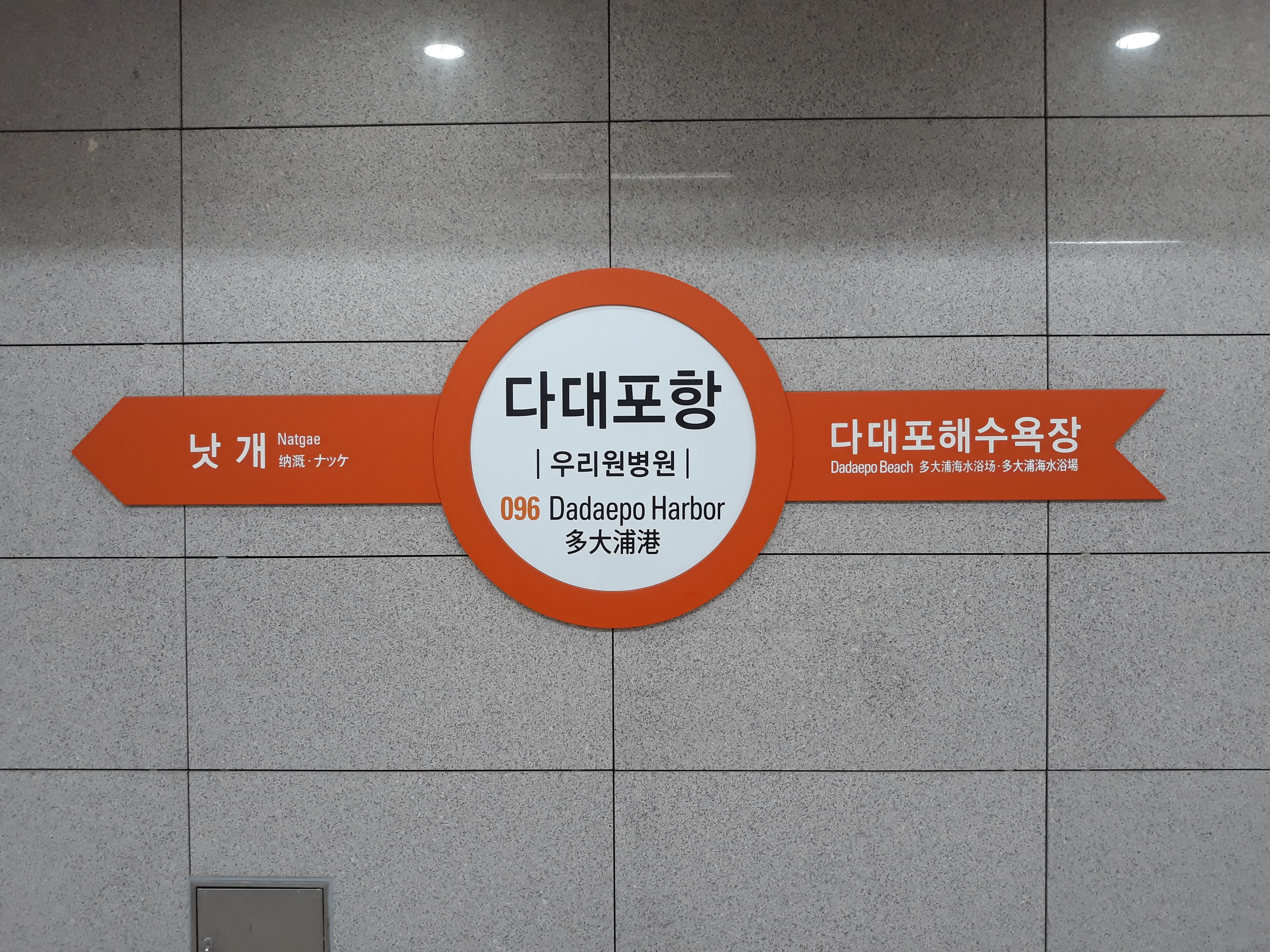
站名牌
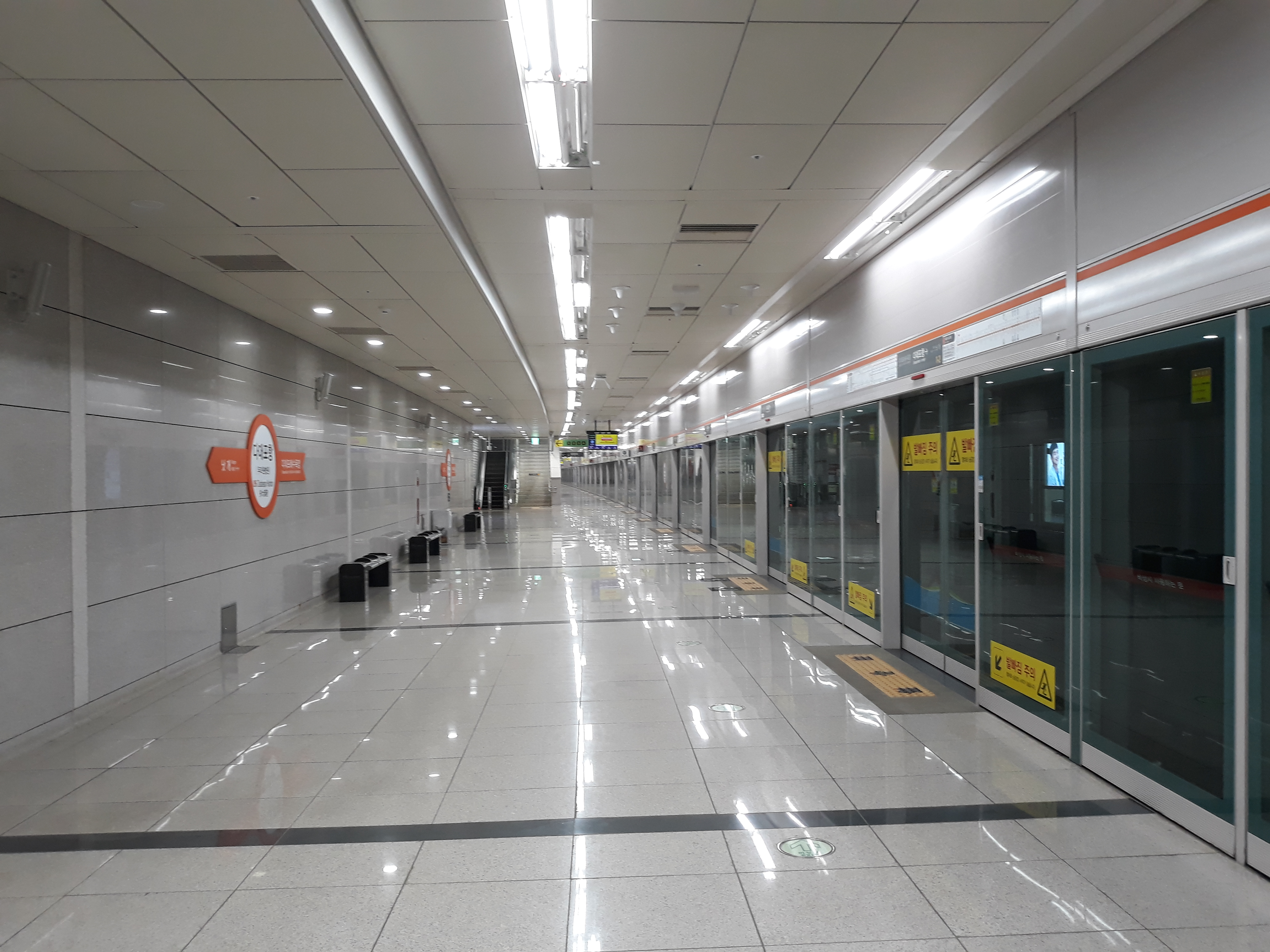
候車月台
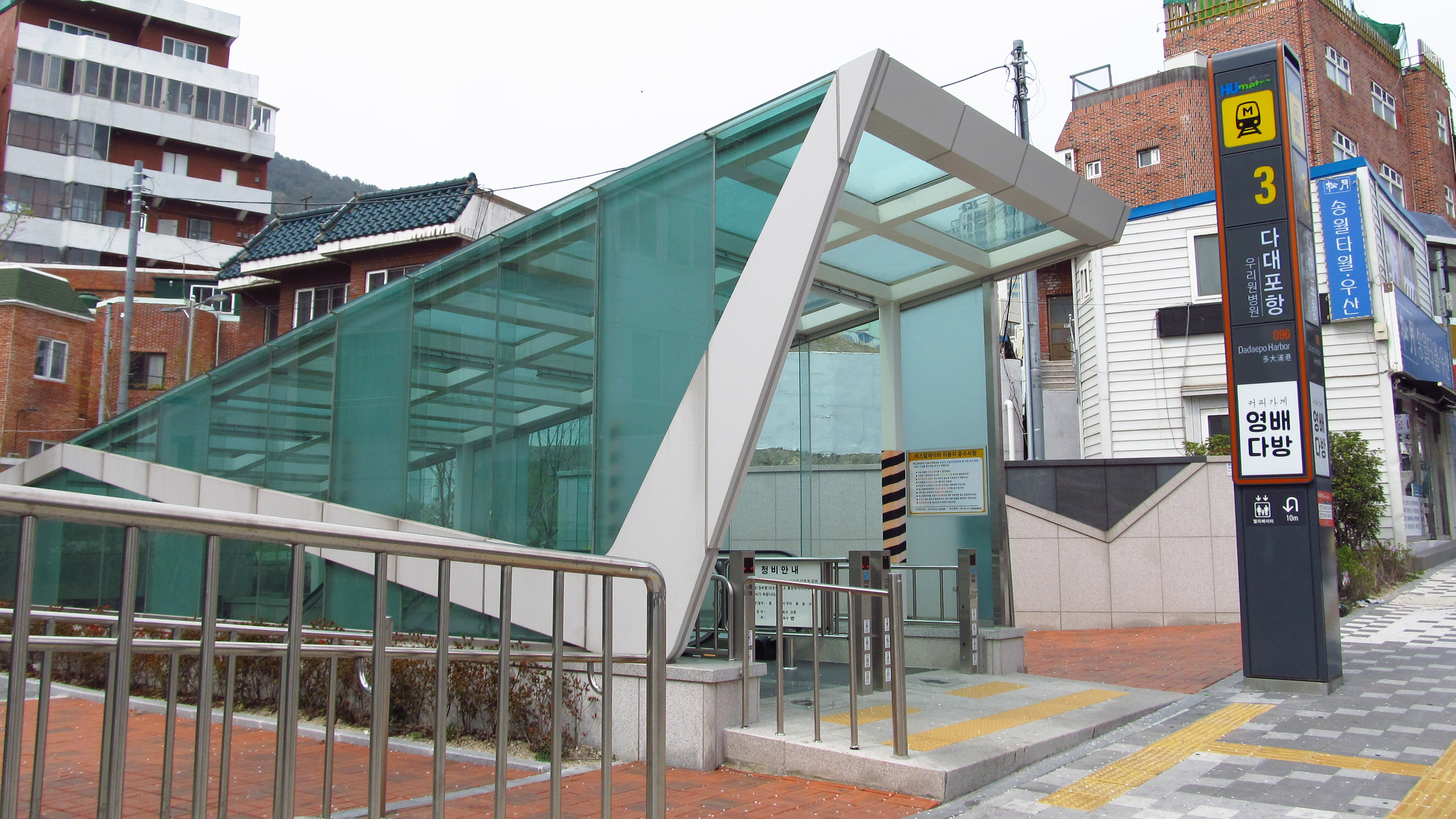
3號出口

## 相鄰車站
釜山交通公社
●釜山都市铁道1号线
多大浦海水浴場（095）－多大浦港（096）－納溉（097）